# محمود خان أشكزي
محمود خان أشكزي (البشتوية: محمود خان اڅکزۍ)، (14 ديسمبر 1948 - ) هو سياسي بشتوني كان عضوًا في الجمعية الوطنية الباكستانية.

## سيرته
بعد اغتيال والده عبد الصمد خان أشكزي في هجوم بقنبلة في كويته عام 1973. انتُخب كعضو في مجلس محافظة بلوشستان، وأصبح عضوًا في الجمعية الوطنية الباكستانية في عام 1993 عن دائرة كويته بدعم من الرابطة الإسلامية الباكستانية (ن). بينما خسر مقعده في الانتخابات العامة الباكستانية عام 1997. ثم أُعيد انتخابه كعضو في الجمعية الوطنية لباكستان في عام 2002. وفي عام 2007 ، انفصل عن حليفه الرابطة الإسلامية الباكستانية (ن) وشكل تحالفًا مع حزب عوامي الوطني. وفي عام 2008 شكل تحالفًا مع الحركة الديمقراطية لجميع الأحزاب وقاطع الانتخابات العامة الباكستانية لعام 2008، لإنكار شرعية رئيس باكستان آنذاك برويز مشرف.
في فبراير 2013 رُشِحَ لمنصب رئيس الوزراء المؤقت لباكستان قبل الانتخابات العامة الباكستانية عام 2013، لكنه رفض. فاز أشكزي بمقعد الجمعية الوطنية في الانتخابات العامة الباكستانية لعام 2013 بدعم من الرابطة الإسلامية الباكستانية (ن) في دائرة كويته.